# 室蘭ゴルフ倶楽部
室蘭ゴルフ倶楽部（むろらんゴルフくらぶ）は、 北海道室蘭市崎守町に広がるゴルフ場である。

## 概要
1929年（昭和4年）、室蘭湾外イタンキ浜に、新たなゴルフ場の建設に向けて母体会社「イタンキゴルフクラブ」を設立、水谷叔彦と株式会社日本製鋼所の一色虎児による活躍に始まる。水谷は、1896年（明治29年）、英国の海軍大学に留学中にゴルフを経験し、一色は、1916年（大正5年）、日本アマ選手権に出場した経験がある。
1930年（昭和5年）5月、ゴルフ場の建設用地にとイタンキ浜の市有地を借地、コース設計は株式会社日本製鋼所・萩原栄一が行い、9ホールのゴルフ場が開場した。設計した萩原栄一は、「霞ヶ関カンツリー倶楽部」の赤星四郎、藤田欽哉、井上誠一の指導を受け、当時、イタンキは日本一のシーサイドコースだとの評判を得た。1931年（昭和6年）、イタンキゴルフクラブを「室蘭ゴルフ倶楽部」に名称変更した。
1941年（昭和16年）12月、開戦、軍がクラブハウスを接収され、1945年（昭和20年）8月15日、敗戦、室蘭ゴルフ倶楽部に残されたのは、2番、3番ホールのグリーンと8番ホールのフェアウェイだけだった。戦後、1954年（昭和29年）9月、9ホールを再開場、1957年（昭和32年）9月23日、元競馬場を借地し、9ホールを増設し、18ホールを開場した。
1961年（昭和36年）、室蘭市がゴルフ場の移転を要請してきたため、等価交換で室蘭市崎守町（現在地）に移転した。新たな地でのゴルフ場の建設に向けて、運営は不動産を主にホテル、ワイナリーなどを事業展開をするレゾングループの「株式会社レゾンディレクション」が行い、コース名を新たに白鳥コースとした。
1965年（昭和40年）8月31日、イタンキコースを閉鎖し、同年9月3日、コースの基本設計を井上誠一が行い、コースデザインを萩原英一が行い、白鳥コース9ホールが仮開場され、翌1966年 （昭和41年）4月22日、9ホールを増設し、18ホールのゴルフ場が開場された。
日本の女子プロゴルフメジャー大会の1つ、日本ゴルフ協会主催競技でもあり、日本選手権大会に相当する、日本女子オープンゴルフ選手権競技大会などの大会開催の実績がある。

## 所在地
〒050-0055 北海道室蘭市崎守町293-1番地

## コース情報
- 開場日 - 1965年9月3日
- 設計者 - 井上 誠一
- 面積 - 800,000m2（約24.2万坪）
- コースタイプ - 丘陵コース
- コース - 18ホールズ、パー72、6,825ヤード、コースレート73.1
- グリーン - 1グリーン、ベント（ペンクロス）
- ハザード - バンカーの31、池が絡むホール3
- プレースタイル - 乗用カート(2人乗り)、　歩き(手引きカート)、キャディ・セルフ選択可
- 練習場 - 20打席 210ヤード
- 休場日 - 無休、12月 - 3月下旬冬期クローズ[4][5]

## クラブ情報
- ハウス面積 - 1,903m2（575.6坪）
- ハウス設計 - 新日本製鉄株式会社
- ハウス施工 - 新日本製鉄株式会社[4][5]

## ギャラリー
- コース - 「室蘭ゴルフ倶楽部」、コース概要
- ハウス - 「室蘭ゴルフ倶楽部」、施設紹介

## 交通アクセス
- 鉄道 - 室蘭本線 - 東室蘭駅よりタクシー利用 約20分
- 道路 - 道央自動車道 - 室蘭ICより km 約分[6]

## メジャー選手権
- 2001年（平成13年） - 第34回 日本女子オープンゴルフ選手権競技大会[7]

## エピソード
- イタンキ浜コースは、波飛沫を直接かぶり、牧場で放牧の牛から守るためグリーンは針金囲い、バンカーは全て天然の風穴、1番ホールは断崖上から真下に打ち下ろす豪快ホールだった[8]。

## 関連文献
- 『全国ゴルフ・コース案内関東篇 第2集』、水谷準著、東京 ベースボール・マガジン社、1961年、2020年9月5日閲覧
- 『新建築』、67(2)、「室蘭ゴルフ倶楽部 / 新日本製鐵建築事業部」、東京 新建築社、1992年2月、2020年9月5日閲覧
- 『月刊ゴルフマネジメント』、2月15(109) 、「室蘭ゴルフ倶楽部開場 井上勝純」、 東京 一季出版、1994年2月、2020年9月5日閲覧
- 『ゴルフ場ガイド 東版』2006-2007、「室蘭ゴルフ倶楽部（北海道）」、東京 ゴルフダイジェスト社、2006年5月、2020年9月5日閲覧
- 『美しい日本のゴルフコース BEAUTIFUL GOLF CULTURE IN JAPAN 日本のゴルフ110年記念 ゴルフは日本の新しい伝統文化である』、ゴルフダイジェスト社「美しい日本のゴルフコース」編纂委員会編、「室蘭ゴルフ倶楽部 白鳥コース」、東京 ゴルフダイジェスト社、2013年12月、2020年9月5日閲覧